# Ryszard Świerad
Ryszard Józef Świerad (ur. 10 sierpnia 1955 w Wałbrzychu, zm. 3 sierpnia 2011 w Spale) – polski zapaśnik w stylu klasycznym, reprezentant kraju, następnie trener.

## Życiorys

### Kariera klubowa
Zapasy zaczął uprawiać w klubie Wisłoka Dębica i z tym klubem był związany do 1985. W 1972 został mistrzem Polski juniorów młodszych, w 1973 mistrzem Polski juniorów. Dwukrotnie sięgnął po tytuł mistrza Polski seniorów (1977 – kat. 62 kg i 1980 – kat. 62 kg), a z Wisłoką Dębica także po tytuł drużynowego mistrza Polski (1972, 1973). W 1985 był krótko trenerem sekcji zapaśniczej Wisłoki. Następnie wyjechał do Szwecji.

### Kariera reprezentacyjna
Już jako junior sięgnął po wicemistrzostwo świata seniorów w 1973 (kat. 48 kg). W 1977 zajął w mistrzostwach świata 5 miejsce (kat. 57 kg), w 1980 kolejny raz zdobył wicemistrzostwo świata (kat. 62 kg), a w 1982 osiągnął swój największy sukces sportowy, zdobywając złoty medal tej imprezy (również w kategorii 62 kg). Był także dwukrotnym medalistą mistrzostw Europy w kategorii 62 kg: złotym (1981) i srebrnym (1980). W 1982 i 1983 zajmował w mistrzostwach kontynentu 5 miejsce. Nigdy nie wystąpił na igrzyskach olimpijskich.

### Kariera trenerska
Po igrzyskach olimpijskich w Barcelonie w 1992 został trenerem polskiej reprezentacji zapaśniczej w stylu klasycznym. Trenowani przez niego zawodnicy podczas igrzysk olimpijskich w Atlancie w 1996 zdobyli pięć medali: trzy złote (Ryszard Wolny, Andrzej Wroński i Włodzimierz Zawadzki), jeden srebrny (Jacek Fafiński) i jeden brązowy (Józef Tracz). Od 1998 prowadził kolejno reprezentacje Szwecji i Danii, z którymi również odnosił sukcesy medalowe.
Zmarł w trakcie zgrupowania z reprezentacją Danii przed Memoriałem Władysława Pytlasińskiego.

### Wyróżnienia
Dwukrotnie znalazł się w pierwszej dziesiątce najlepszych polskich sportowców roku w plebiscycie „Przeglądu Sportowego”. W 1981 zajął w nim 9. miejsce, w następnym roku był czwarty. W 1996 został trenerem roku według „Przeglądu Sportowego”.
Postanowieniem prezydenta RP Aleksandra Kwaśniewskiego z 16 grudnia 1996 został odznaczony Krzyżem Kawalerskim Orderu Odrodzenia Polski.